# Smodingium argutum
Smodingium argutum är en sumakväxtart som beskrevs av Ernst Meyer. Smodingium argutum ingår i släktet Smodingium och familjen sumakväxter. Inga underarter finns listade i Catalogue of Life.